# Prusinovice
Prusinovice település Csehországban, Kroměříži járásban. Prusinovice Pacetluky, Kostelec u Holešova, Jankovice, Holešov, Bystřice pod Hostýnem, Bořenovice, Turovice, Lipová, Líšná és Dřevohostice településekkel határos. Lakosainak száma 1193 fő (2024. január 1.).

## Népesség
A település lakosságának változását az alábbi diagram mutatja:
| Lakosok száma | 1119 | 1437 | 1391 | 1408 | 1262 | 1225 | 1235 | 1225 | 1147 | 1193 |
|               | 1869 | 1900 | 1921 | 1961 | 1980 | 2011 | 2016 | 2019 | 2021 | 2024 |